# Марія Анна Португальська
Марія Анна Португальська (порт. Maria Ana de Portugal), ( 13 липня 1861 —  31 липня 1942) — представниця європейської знаті з династії Браганса, дочка Мігеля Португальського та Адельгейди Льовенштайн-Вертхайм-Розенберг, дружина великого герцога Люксембургу Вільгельма IV, королева-регент.

## Біографія
Марія Анна народилась 13 липня 1861 року у замку Бронбах, що в західній Німеччині, в родині колишнього короля Португалії Мігеля I та Адельгейди з роду Льовенштайн. Її батько після захоплення влади шляхом державного перевороту та тривалої війни із своїм братом Педру, імператором Бразилії, був змушений зректися трону та піти у вигнання. Певний час він жив в Італії, та після весілля з Адельгейдою Льовенштайн перебрався до німецьких земель. Мати походила із давнього роду, що бере свій початок від морганатичного союзу курфюрста Пфальца Фрідріха I Переможного із фрейлиною Кларою Тотт у XV сторіччі і є однією з гілок роду Віттельсбахів.

Марії Анні було 5 років, коли помер батько. Влаштуванням подальшої долі дітей зайнялася Адельгейда. Їй вдалося організувати вигідні шлюби всіх своїх шістьох дочок та сина. Марія Анна стала дружиною останньою з них. Після невдалого проєкту шлюбу з принцом Нідерландів у 1883 вона ще 10 років чекала на пропозицію. Майже у 32 роки Марія Анна стала дружиною спадкоємця престолу герцогства Люксембург, 41-річного принца Вільгельма Олександра.

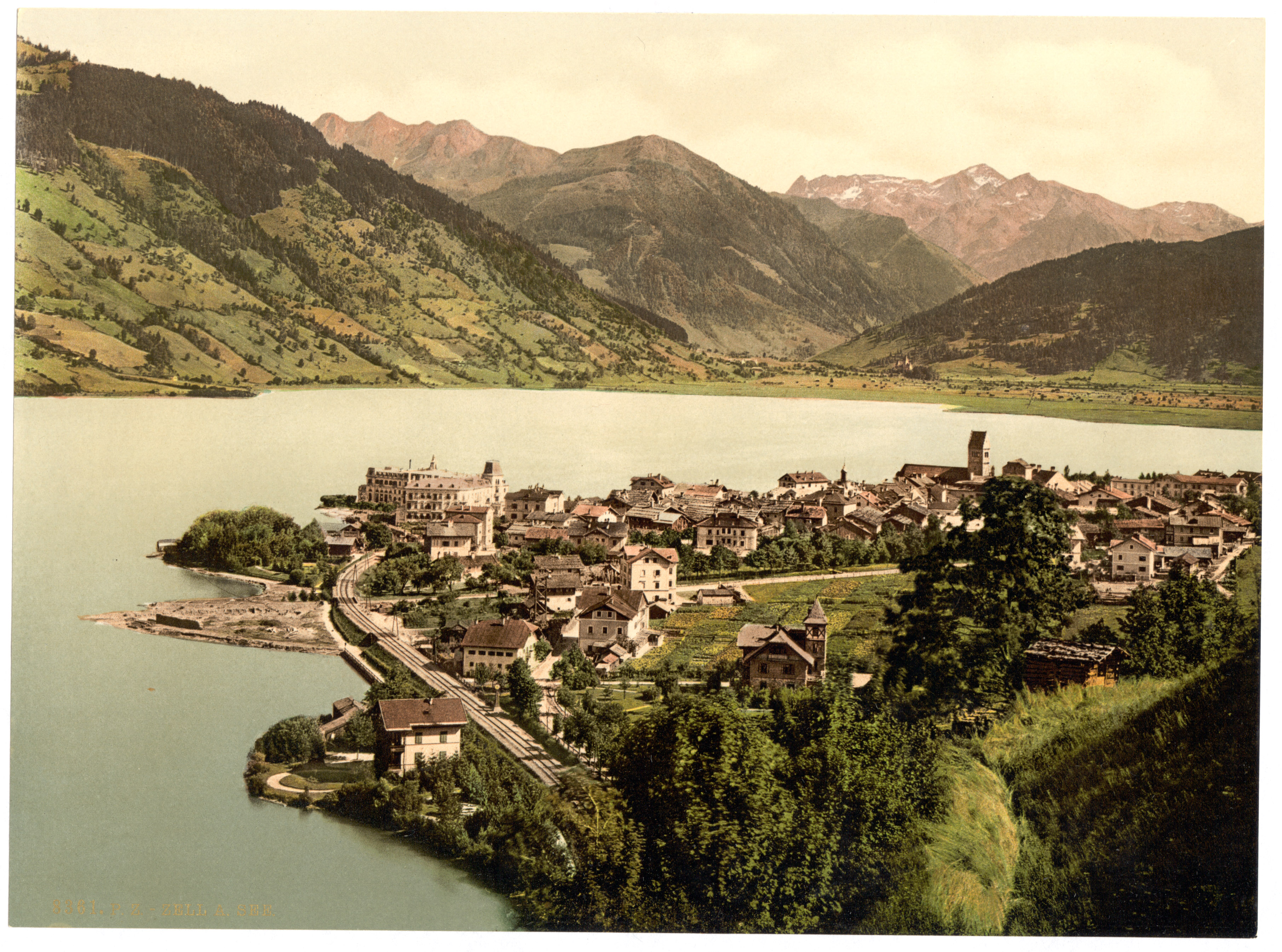
Містечко Целль-ам-Зе, де брала шлюб Марія Анна

Весілля відбулося у замку Фішборн у Целль-ам-Зе 21 червня 1893 року. У шлюбі народила шестеро дочок.
17 листопада 1905 року її чоловік став герцогом Люксембургу під іменем Вільгельма IV. Не маючи нащадків чоловічою статі, він звернувся до парламенту з проектом зміни законодавства. У 1907 роц вийшла ухвала закону щодо права жінок на престолонаслідування. Спадкоємицею була оголошена старша дочка Марія-Аделаїда.
Від 19 листопада 1908 року Марія Анна була регенткою при своєму чоловікові, що зліг із хворобою, і залишалася нею до його смерті 15 лютого 1912. Після цього вона продовжила регентство до червня місяця, поки Марії-Аделаїді не виповнилося 18.
Після окупацією нацистською Німеччиною території Люксембургу 10 травня 1940 вся монарша родина та парламент залишили країну. Марія Анна померла, переживши двох дочок, 31 липня 1942 року в Нью-Йорку. Похована в соборі Люксембурзької Богоматері.

## Родина

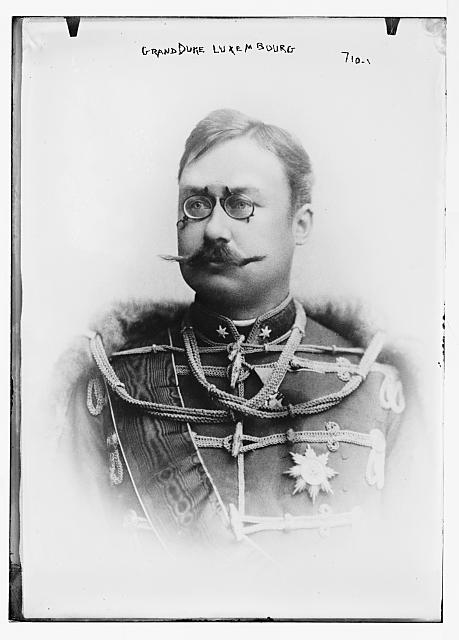
Чоловік Вільгельм

Чоловік —  Вільгельм IV, великий герцог Люксембурзький
Діти:
- Марія-Аделаїда (1894—1924) — велика герцогиня Люксембургу, відреклася від трону у 1919 році після семи літ правління. За рік стала черницею. Одруженою не була, дітей не мала;
- Шарлотта (1896—1985) — велика герцогиня Люксембургу, наслідувала сташій сестрі; у перший рік свого правління пошлюбила принца Феліче Бурбон-Пармського, мала шістьох дітей;
- Гільда (1897—1979) — була пошлюблена з Адольфом, 10-принцом Шварценберзьким, дітей не мала;
- Антуанетта (1899—1954) — одружена з принцом Рупрехтом Баварським, мала п'ятьох дочок і сина. Під час Другої світової війни близько місяця перебувала у концтаборі Дахау до його звільнення союзницькими військами;
- Єлизавета (1901—1950) — одружена із принцом Турн-і-Таксіс Людвігом Філіпом, мала сина, що загинув у Другій світовій війні, та дочку;
- Софія Кароліна (1902—1941) — була одружена із принцом Ернстом Генріхом Саксонським, народила трьох синів.